# آنجلیکا تیمانینا

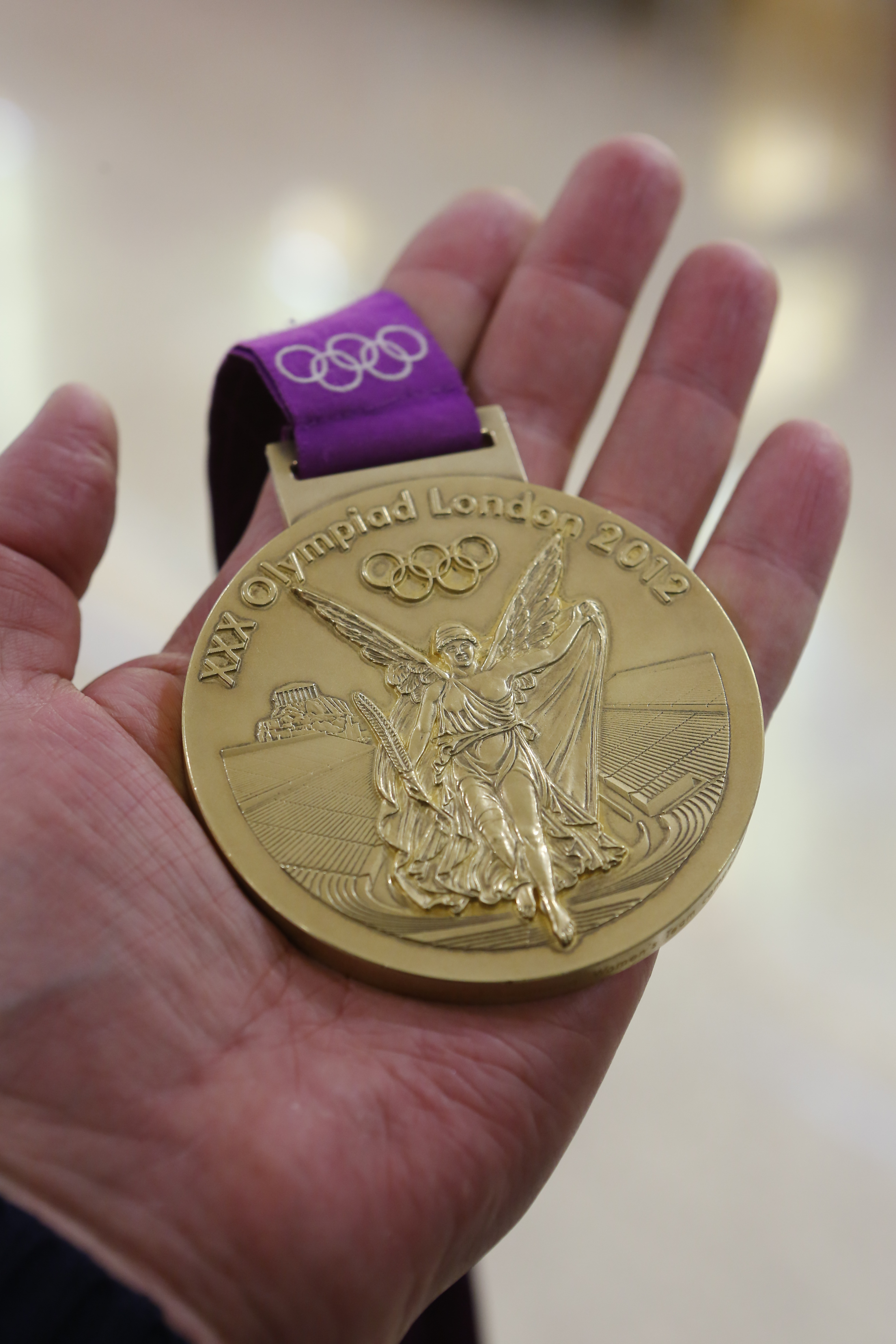
مدال طلای آنجلیکا تیمانینا در المپیک تابستانی ۲۰۱۲

آنجلیکا تیمانینا (به انگلیسی: Angelica Timanina) (زادهٔ ۲۶ آوریل ۱۹۸۹) شناگر اهل روسیه است.